# Heinrich Zoelly
Heinrich Zoelly (ur. 11 kwietnia 1862 w Meksyku, zm. 30 stycznia 1937 w Zurychu) – szwajcarski inżynier. W 1903 roku zbudował turbinę parową pracującą przy stałym ciśnieniu pary (turbina Zoelly'ego). Skonstruował również lokomotywę z turbiną parową.
W latach 1879-1882 odbył studia inżynierskie na Politechnice Federalnej w Zurychu, 